# Ramos Arizpe
Ramos Arizpe – miasto w Meksyku, w stanie Coahuila.